# Dzala ertobashia
Dzala ertobashia (en géorgien : ძალა ერთობაშია, « La force est dans l'unité ») est la devise officielle de la Géorgie.

Armoiries de la Géorgie.

La devise provient à l'origine d'une célèbre fable de Sulkhan-Saba Orbeliani du même nom. Selon cette fable, il était une fois un roi avec trente fils. Un jour, alors qu'il était mourant, il a appelé ses fils et leur a demandé d'apporter des flèches. Alors le roi leur a demandé de briser les flèches une par une, et les fils l'ont fait. Le roi leur a alors demandé de briser les flèches d'un seul coup, et ils n'ont pas pu. Le roi a dit: "Enseignez ô mes fils à partir de ce fait, qu'il y a "force dans l'unité". Si vous êtes ensemble, un ennemi ne peut pas vous faire de mal, mais si vous êtes divisés, la victoire sera de son côté".
Le problème de l'unité est très réel pour l'État géorgien et a donc probablement été un facteur dans la décision de faire de l'expression la devise nationale.
Les versions de cette phrase sont les devises nationales de la Belgique, de la Bulgarie et d'Haïti, et aussi autrefois dans l'historique Traansvaal, l'Afrique du Sud de l'époque de l'apartheid (en tant qu'Ex Unitate Vires) et la Malaisie. Il y a une légende populaire en Bulgarie à propos de Kubrat, souverain de la Grande Bulgarie, qui a également donné à ses fils le même conseil par le même exemple.

## Voir également
- Skilurus, un roi scythe légendaire qui a demandé à ses fils de briser un paquet de flèches